# Okres Krosno
Okres Krosno (polsky Powiat krośnieński) je okres v polském Podkarpatském vojvodství u hranic se Slovenskem. Rozlohu má 923,79 km² a v roce 2019 zde žilo 108 922 obyvatel. Sídlem správy okresu je město Krosno, které však není jeho součástí, ale tvoří samostatný městský okres.

## Gminy
Městsko-vesnické:
- Dukla
- Iwonicz-Zdrój
- Jedlicze
- Rymanów

Vesnické:
- Chorkówka
- Jaśliska
- Korczyna
- Krościenko Wyżne
- Miejsce Piastowe
- Wojaszówka

## Města
- Dukla
- Iwonicz-Zdrój
- Jedlicze
- Rymanów

## Sousední okresy
| Růžice kompasu |       | Strzyżów     | Brzozów | Růžice kompasu |
| Růžice kompasu | Jasło | Sever        | Sanok   | Růžice kompasu |
| Růžice kompasu | Jasło | Okres Krosno | Sanok   | Růžice kompasu |
| Růžice kompasu | Jasło | Jih          | Sanok   | Růžice kompasu |
| Růžice kompasu |       |              |         | Růžice kompasu |